# Joji (musicista)
Joji (noto in precedenza sul web come Filthy Frank e Pink Guy), pseudonimo di George Kusunoki Miller (ジョージ・楠木・ミラー (Jōji Kusunoki Mirā?); Osaka, 18 settembre 1992), è un cantautore, produttore discografico e youtuber giapponese.
Divenne famoso grazie al suo canale YouTube di umorismo surreale, nonsense e humor nero, spesso sconfinante con la satira sociale, TVFilthyFrank. Nel dicembre 2017 decide di dedicarsi esclusivamente alla musica usando il nome d'arte Joji, con il quale pubblica tre album in studio: Ballads 1 (2018), Nectar (2020) e Smithereens (2022).

## Biografia
Poco si conosce della sua vita privata, in quanto cerca di mantenere la sua privacy. Nasce a Osaka da padre australiano e madre giapponese e si diploma nel 2012 alla Canadian Academy. Nel 2014 pubblica un video dove rivela di essere uno studente del college di Brooklyn, New York, spiegando di non voler rivelare le proprie informazioni personali per paura di non poter trovare un lavoro in seguito, a causa della natura esagerata del suo show. Il video viene eliminato pochi giorni dopo.

### Gli esordi e il successo con YouTube (2008-2017)
Miller crea il suo canale DizastaMusic nel 2008, con lo scopo di promuovere le sue canzoni. Insieme a ciò pubblica anche video demenziali insieme ai suoi amici. Il canale inizia a riscuotere successo solo nel 2011, quando crea prima il personaggio di Filthy Frank, il quale si descrive come "l'anti-blogger di YouTube", poi quello di Pink Guy, che lo vede indossare un costume rosa. Altri personaggi da lui impersonificati sono Salamanderman e Chin-Chin, tra i tanti. L'umorismo demenziale e nonsense è alla base del suo canale e rende Miller uno degli youtuber più famosi e più popolari su YouTube.
Nel 2014 crea un secondo canale, TVFilthyFrank, a causa delle numerose segnalazioni su DizastaMusic che rischiava di portarlo alla chiusura. In questo canale continua con i video di Filthy Frank e gli altri personaggi, caricando anche i video precedentemente realizzati. Qualche mese dopo apre un terzo canale, TooDamnFilthy, dove inizia a pubblicare alcune sue canzoni demenziali usando il personaggio di Pink Guy. Il 23 maggio 2014 pubblica gratuitamente su YouTube il suo album autoprodotto Pink Guy, di genere hip hop e rap, dal forte carattere demenziale. Nel gennaio 2017 pubblica su iTunes e YouTube il mixtape autoprodotto Pink Season, anche questo di musica demenziale con canzoni già presenti in diversi suoi video. Al debutto si piazza al 70º posto della Billboard 200. L'album ha un discreto successo di critica, tanto che nei mesi successivi firma per l'etichetta discografica 88rising. Con questi pubblica il suo primo EP Pink Guy: The Prophecy, l'ultimo con lo pseudonimo Pink Guy.
Nello stesso periodo compone diverse tracce di carattere trip hop e alternative R&B sotto il nome d'arte Joji, che è semplicemente la trascrizione del suo nome George dall'inglese al giapponese, ossia il suo soprannome sin da quando era piccolo. Anche con questo suo progetto personale firma per la 88rising, con il quale però esprime maggiormente la sua creatività e la sua passione per la musica sperimentale. Il 17 maggio si esibisce alla Boiler Room di Los Angeles.
Il 18 ottobre 2017 pubblica Will He, il primo singolo estratto dal suo primo EP In Tongues che verrà pubblicato a novembre sulle piattaforme digitali sotto l'etichetta Empire Distribution con la collaborazione di 88rising. Il brano arriverà rapidamente in cima alla classifica "Viral" globale di Spotify e vi rimarrà fino all'uscita dell'EP il 3 novembre 2017.
Il 29 dicembre 2017 Miller annuncia su Twitter che non realizzerà più video di Filthy Frank, Pink Guy e gli altri numerosi personaggi da lui interpretati, a causa di seri problemi fisici e neurologici che lo stress derivante da tale attività gli provoca. Afferma perciò di volersi dedicare esclusivamente alla sua carriera musicale utilizzando come nome d'arte Joji.

### La svolta commerciale conBallads 1(2018)
Il 16 gennaio dell'anno successivo pubblica insieme a Rich Brian, Trippie Redd, Kris Wu e Baauer il singolo 18, anche questo sotto etichetta Empire Distribution.
Il 6 febbraio 2018 pubblica il brano Once in a While, eseguito già in passato dal vivo, del collettivo Green Echo formato da lui e da Rei Brown..
L'8 maggio 2018 pubblica Yeah Right, il primo singolo del suo album studio di debutto sotto il nome di Joji, distribuito dalla Empire insieme alla 88rising e successivamente da 12Tone Music.
Partecipa all'album collettivo dell'etichetta 88rising Head In The Clouds e annuncia la partecipazione all'omonimo festival organizzato dall'etichetta stessa che si terrà a Los Angeles il 22 settembre dello stesso anno. Da questo album vengono estratti i singoli Midsummer Madness (insieme a Rich Brian, AUGUST 08 e gli Higher Brothers), Peach Jam (insieme a BlocBoy JB) e Head in the Clouds. Il 17 luglio 2018 annuncia, tramite il video di Peach Jam pubblicato nel canale della 88rising, che il nuovo album sarebbe stato pubblicato «alla fine dell'estate».
Il 12 settembre 2018 annuncia che l'album si sarebbe chiamato Ballads 1 e pubblica il secondo singolo estratto da esso Slow Dancing in the Dark, brano eseguito in passato dal vivo durante maggio 2018 al Blurry Vision Fest. Il brano arriva subito in seconda posizione nella classifica R&B/Soul statunitense di iTunes e in secondo posto nelle tendenze statunitensi di YouTube. Annuncia il 18 settembre 2018 durante un'intervista su BBC Radio 1 la pubblicazione di un terzo singolo estratto da Ballads 1. Un quarto brano è stato eseguito dal vivo il 22 settembre dello stesso anno all'Head In The Clouds Festival insieme a Miyavi.
Ballads 1 viene pubblicato il 26 ottobre 2018, raggiungendo il terzo posto nella classifica degli album statunitense e il primo in quella riservata album di genere hip-hop/R&B.

### Nectar(2019-2020)
L'8 aprile 2019 viene annunciata una collaborazione tra l'artista e Guess che vedrà la pubblicazione di merchandise e il 16 aprile dello stesso anno di Lost Ballads: si tratta di una videocassetta contenente video di tre tracce scartate dall'album Ballads 1. Lo stesso anno annuncia la propria partecipazione al Reading Festival prevista per giorno 22 agosto 2019.
Il 5 giugno annuncia il primo singolo del 2019 dal titolo Sanctuary, pubblicato il 14 giugno insieme al video musicale; mentre tra agosto e settembre 2019 trapela in rete il brano Love Us Again, stando all'utente che l'ha "leakato" il brano doveva far parte dell'album di debutto Ballads 1 ma successivamente scartato dalla tracklist.
Miller partecipa nello stesso anno come ospite nell'album The Sailor di Rich Brian, con il brano Where Does The Time Go, e nell'album collettivo Head In The Clouds 2 dell'etichetta 88rising.
Il 6 febbraio 2020 pubblica un secondo singolo, intitolato Run insieme al video musicale. Insieme alla pubblicazione del singolo fa partire dal suo sito ufficiale una caccia al tesoro che consisteva nel visitare vari "checkpoint" situati in varie zone del mondo, per poi sbloccare dei filmati indizi per risolvere una sorta di puzzle. Due mesi più tardi, il 16 aprile 2020, pubblica un terzo singolo dal titolo Gimme Love; insieme alla pubblicazione di quest'ultimo singolo viene annunciato il suo secondo album in studio Nectar, la cui pubblicazione è prevista per il 10 luglio 2020. L'album includerà diciotto nuovi brani tra cui i tre singoli precedentemente pubblicati: Sanctuary, Run e Gimme Love. Il 13 giugno annuncia tramite Twitter che la data di pubblicazione è rimandata al 25 settembre dello stesso anno, a causa della pandemia di COVID-19.
Come previsto, Nectar è stato pubblicato il 25 settembre 2020 dall'etichetta 88 rising. Tra gli ospiti presenti nel disco sono presenti Diplo, Benee, Lil Yachty e Yves Tumor.

### Smithereens(2022-presente)
Il 10 giugno 2022 è ritornato sulle scene con il singolo Glimpse of Us, che ha raggiunto il primo posto nella classifiche di Australia, Filippine, Indonesia, Nuova Zelanda e Singapore e la top ten in quella statunitense. Il brano, insieme al successore Yukon (Interlude), anticipa l'uscita del terzo album di inediti, Smithereens, avvenuta il 4 novembre dello stesso anno. 
Al fine di promuovere la nuova musica Joji ha sostenuto lo Smithereens Tour negli Stati Uniti e in Canada nel corso dell'autunno 2022, mentre da maggio ad agosto 2023 avrà luogo lo Smithereens Oblivion, con tre date confermate tra Stati Uniti e Regno Unito. Inoltre, si esibirà ad alcuni festival musicali nella regione dell'Indo-Pacifico.

## Discografia

### Come Joji

#### Album in studio
- 2018 – Ballads 1
- 2020 – Nectar
- 2022 – Smithereens

#### EP
- 2017 - In Tongues

### Come Pink Guy

#### Album in studio
- 2017 – Pink Season

#### Mixtape
- 2014 – Pink Guy

#### EP
- 2017 – Pink Season: The Prophecy

## Tournée
- 2018/19 – Ballads 1 Tour
- 2021/22 – Nectar: the Finale
- 2022/23 –  Smithereens Tour
- 2023 – Pandemonium World Tour

## Libri
- Francis of the Filth, Morrisville, Lulu.com, 2017, ISBN 978-13-8715-950-5.

## Curiosità
- Il suo video intitolato Do the Harlem Shake (Original) ha portato alla creazione del fenomeno dell'Harlem Shake.[23]